# IC 4334
IC 4334 је лентикуларна галаксија у сазвјежђу Ловачки пси која се налази на листи објеката дубоког неба у Индекс каталогу.
Деклинација објекта је + 29° 41' 38" а ректасцензија 13h 49m 48,2s. Привидна величина (магнитуда) објекта IC 4334 износи 14,4 а фотографска магнитуда 15,4. IC 4334 је још познат и под ознакама MCG 5-33-8, CGCG 162-14, PGC 49072.